# Armand-Charles Crépeau
Pour les articles homonymes, voir Crépeau.
Armand-Charles Crépeau, né le 4 novembre 1884 à Saint-Hyacinthe et mort le 17 août 1959 à Magog, est un homme de science (ingénieur et arpenteur-géomètre) et un homme politique québécois.

## Biographie
Ses parents sont Joseph Crépeau, un marchand, et Élodia Miquelon.
Il fait ses études au séminaire Saint-Charles-Borromée de Sherbrooke, puis au séminaire de philosophie de Montréal et enfin à l'Université Laval où il obtient sa licence en 1908.
Le 7 février 1910 il épouse Marie-Irène Sylvestre à Saint-Joseph-de-Ham-Sud (fille de Charles-Alfred Sylvestre et d'Azélie Lefebvre).
Le 5 novembre 1924 il est élu député conservateur de Sherbrooke à l'Assemblée législative. Il sera réélu en 1927 et conservera ses fonctions jusqu'en 1931.
Il a aussi été le doyen de la Faculté des sciences de l'Université de Sherbrooke de 1954 à 1957, puis de 1957 à 1959.
En son honneur, son nom fut donné au canton de Crépeau, proclamé en 1966 et situé au nord-ouest de Chapais dans la région du Nord-du-Québec.
Il meurt à Magog le 17 août 1959.